# Alexa Havins

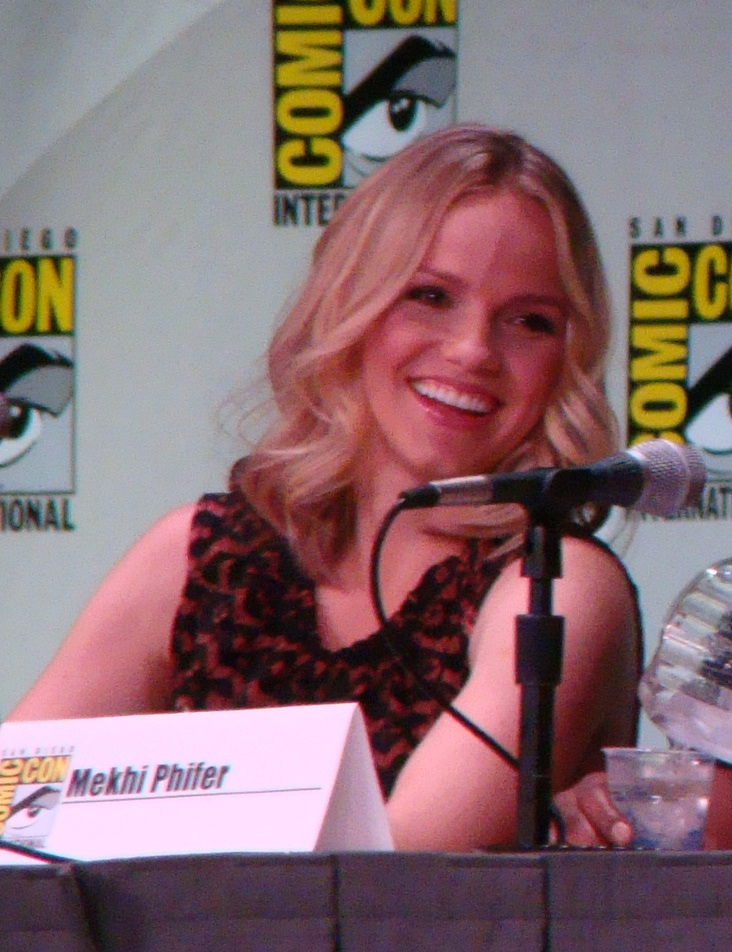
Alexa Havins bei der Comic-Con 2011

Alexa Carole Havins (* 16. November 1980 in Artesia, New Mexico) ist eine US-amerikanische Schauspielerin. Sie wurde national durch ihre Rolle in der Fernsehserie All My Children bekannt. Den internationalen Durchbruch erlangte sie in der Rolle der Esther Drummond durch die BBC-Fernsehserie Torchwood.

## Leben
Alexa Havins wurde in Artesia, New Mexico am 16. November 1980 geboren. Ihre Familie zog nach Chandler, Arizona, als sie noch ein Kind war, dort besuchte sie die Chandler High School. Anschließend besuchte sie die Circle in the Square Theatre School in New York City. Alexa erhielt von ihrer Mutter den Spitznamen  Ice Maiden, da sie als sehr schüchtern galt. Diesen Spitznamen trug sie unabhängig davon in der Rolle Babe in der Serie All My Children.
2005 heiratete sie Justin Bruening, ihren Drehpartner von All My Children. Nach der Hochzeit verließen sie beide die Serie und zogen nach Los Angeles, dort bekamen sie am 10. August 2010 ihre gemeinsame Tochter.
Aufgrund ihrer Rolle in der Fernsehserie Torchwood (2010) wurde sie bei der Wahl TV’s 100 Sexiest Women of 2011 nominiert.

## Karriere
Vor ihrer Fernsehkarriere war Alexa Havins eine professionelle Tänzerin. Für die Rolle in der Serie All my Children wurde sie als jüngere Schauspielerin in einer Drama-Serie für den Daytime Emmy und Soap Opera Digest Award nominiert. Daraus ergaben sich mehrere Film- und Fernsehrollen sowie Gastauftritten in Kinofilmen.

## Filmografie
- 2003: Secret Lives (Fernsehserie, 1 Folge)
- 2003: Reno 911! (Fernsehserie, 1 Folge)
- 2003–2005: Liebe, Lüge, Leidenschaft (One Life to Live, Fernsehserie)
- 2003–2011: All My Children (Fernsehserie)
- 2004: Joe Killionaire (nicht im Abspann)
- 2004: Bank Brothers
- 2005: First Kiss (Kurzfilm)
- 2006: Joshua
- 2006: Fat Girls
- 2006: Rescue Me (Fernsehserie, 1 Folge)
- 2007: Brooklyn Rules
- 2008: 27 Dresses
- 2008: Hancock (nicht im Abspann)
- 2008–2009: Turbo Dates (Fernsehserie)
- 2009: Cold Case – Kein Opfer ist je vergessen (Cold Case, Fernsehserie, 1 Folge)
- 2009: Criminal Intent – Verbrechen im Visier (Law & Order: Criminal Intent, Fernsehserie, 1 Folge)
- 2009: How to Seduce Difficult Women
- 2009: CSI: Miami (Fernsehserie, 1 Folge)
- 2009: Old Dogs – Daddy oder Deal (Old Dogs)
- 2009: Desert Fox
- 2010: When in Rome – Fünf Männer sind vier zuviel (When in Rome)
- 2011: CSI: NY (Fernsehserie, 1 Folge)
- 2011: Grey’s Anatomy (Fernsehserie, 1 Folge)
- 2011: Serving Justice (Kurzfilm)
- 2011: Torchwood (Fernsehserie, 10 Folgen)
- 2012: Castle (Fernsehserie, 1 Folge)
- 2013: Childrens Hospital (Fernsehserie, 1 Folge)
- 2013: Proxy
- 2014: Constantine (Fernsehserie, 1 Folge)
- 2015: The Astronaut Wives Club (Fernsehserie, 3 Folgen)
- 2017: Professor Marston & The Wonder Women
- 2018: Killer Vacation (Fernsehfilm)
- 2019: Barry (Fernsehserie, 1 Folge)
- 2023: Süße Magnolien (Sweet Magnolias, Fernsehserie, 1 Folge)
- 2024: Right Here, Right Now
- 2024: General Hospital (Fernsehserie, 1 Folge)

## Auszeichnungen
Im Laufe ihrer Karriere erhielt Alexa Havins zwei Award Nominierungen.
- 2005 Daytime Emmy Awards nominiert für den Daytime Emmy in Outstanding Younger Actress in einer Drama-Serie All My Children
- 2005 Soap Opera Digest Awards nominiert in Outstanding Younger Lead Actress in einer Drama-Serie All My Children